# Bangi-Ntomba (C.40) jezici
Bangi-Ntomba (C.40) jezici, podskupina od (27) nigersko-kongoanskih jezika iz DR Konga i Konga. Pripadaju sjeverozapadnoj bantu skupini u zoni C.
Predstavnici su: 
a. Lusengo (7): babango, bangala, boloki, budza, lingala, lusengo, ndolo.
b. Ngiri (4): baloi, libinza, likila, ndobo,
bamwe, bangi, boko, bolia, bolondo, bomboli, bomboma, bozaba, dzando, lobala, mabaale, moi, ntomba, sakata, sengele, yamongeri

## Vanjske poveznice
- Ethnologue (14th)
- Ethnologue (15th)